# El sueño de los héroes (película)
El sueño de los héroes un filme argentino estrenado el 6 de noviembre de 1997. Está basado en la novela homónima escrita por el argentino Adolfo Bioy Casares. Este filme fue dirigido por Sergio Renán.

## Trama
El personaje principal es Emilio Gauna. Dicho personaje hace una apuesta de caballos, gana e invita a sus amigos y a un "doctor" a festejar ya que era época de carnavales. La historia se centra en que Gauna busca repetir los festejos de las noches de carnaval que vivió años atrás, para lo cual reúne al viejo grupo de amigos circunstanciales y reitera las actividades, pero en el lapso entre un carnaval y otro, conoció a una mujer, y ya nada será igual.

## Reparto
- Germán Palacios - Emilio Gauna
- Soledad Villamil - Clara Taboada
- Lito Cruz - Valerga
- Diego Peretti - Maidana
- Damián De Santo - Pegoraro
- Fabián Vena - Antúnez
- Juan Ignacio Machado - Larsen
- Gonzalo Urtizberea - Massantonio
- Fernando Fernán Gómez - Serafín "El brujo" Taboada
- Rita Cortese - Mujer del corralón
- Luis Brandoni - El mudo
- Eduardo Cutuli - Santiago
- María José Gabín - Madama
- James Murray

## Premios
- Premio Cóndor de Plata a la Mejor Dirección de Arte por Margarita Jusid.
- Nominación al Cóndor de Plata al Mejor Actor Germán Palacios.
- Nominación al Cóndor de Plata al Mejor Guion Adaptado.
- Nominación al Cóndor de Plata a la Mejor Actriz de Reparto Soledad Villamil.